# Kvalifikace na Mistrovství Evropy ve fotbale 1988 – skupina 2
Zápasy kvalifikační skupiny 2 na Mistrovství Evropy ve fotbale 1988 se konaly v letech 1986 a 1987. Z pěti účastníků si postup na závěrečný turnaj vybojoval vítěz skupiny.

## Tabulka
| Tým         | B  | Z | V | R | P | VG | IG |
| ----------- | -- | - | - | - | - | -- | -- |
| Itálie      | 13 | 8 | 6 | 1 | 1 | 16 | 4  |
| Švédsko     | 10 | 8 | 4 | 2 | 2 | 12 | 5  |
| Portugalsko | 8  | 8 | 2 | 4 | 2 | 6  | 8  |
| Švýcarsko   | 7  | 8 | 1 | 5 | 2 | 9  | 9  |
| Malta       | 2  | 8 | 0 | 2 | 6 | 4  | 21 |

## Zápasy
| 24. září 1986    |          |           |                                                                        |
| Švédsko          | 2:0      | Švýcarsko | Råsunda Stadium, Solna diváci: 27 751 rozhodčí: Vojtĕch Christov (TCH) |
| Ekström 20', 80' | (Report) |           | Råsunda Stadium, Solna diváci: 27 751 rozhodčí: Vojtĕch Christov (TCH) |

| 12. října 1986 |          |               |                                                                        |
| Portugalsko    | 1:1      | Švédsko       | Estádio Nacional, Lisabon diváci: 20 000 rozhodčí: Keith Hackett (ENG) |
| Coelho 66'     | (Report) | Strömberg 52' | Estádio Nacional, Lisabon diváci: 20 000 rozhodčí: Keith Hackett (ENG) |

| 29. října 1986 |          |               |                                                                          |
| Švýcarsko      | 1:1      | Portugalsko   | Wankdorf Stadium, Bern diváci: 11 000 rozhodčí: Siegfried Kirschen (GDR) |
| Bregy 6'       | (Report) | Fernandes 85' | Wankdorf Stadium, Bern diváci: 11 000 rozhodčí: Siegfried Kirschen (GDR) |

| 15. listopadu 1986             |        |                       |                                                                                |
| Itálie                         | 3:2    | Švýcarsko             | Stadion Giuseppe Meazza, Milán diváci: 67 422 rozhodčí: Aron Schmidhuber (FRG) |
| Donadoni 1' Altobelli 52', 85' | Report | Brigger 31' Weber 88' | Stadion Giuseppe Meazza, Milán diváci: 67 422 rozhodčí: Aron Schmidhuber (FRG) |

| 16. listopadu 1986 |        |                                                          |                                                                                  |
| Malta              | 0:5    | Švédsko                                                  | Ta' Qali National Stadium, Ta' Qali diváci: 8 311 rozhodčí: Lajos Hartmann (HUN) |
|                    | Report | Hysén 38' Magnusson 67' Fredriksson 69' Ekström 82', 84' | Ta' Qali National Stadium, Ta' Qali diváci: 8 311 rozhodčí: Lajos Hartmann (HUN) |

| 6. prosince 1986 |        |                         |                                                                               |
| Malta            | 0:2    | Itálie                  | Ta' Qali National Stadium, Ta' Qali diváci: 13 191 rozhodčí: Ihsan Türe (TUR) |
|                  | Report | Ferri 12' Altobelli 19' | Ta' Qali National Stadium, Ta' Qali diváci: 13 191 rozhodčí: Ihsan Türe (TUR) |

| 24. ledna 1987                                    |        |       |                                                                                                 |
| Itálie                                            | 5:0    | Malta | Stadion Atleti Azzurri d'Italia, Bergamo diváci: 32 370 rozhodčí: Stephanos Hadjistefanou (CYP) |
| Bagni 4' Bergomi 9' Altobelli 24', 35' Vialli 45' | Report |       | Stadion Atleti Azzurri d'Italia, Bergamo diváci: 32 370 rozhodčí: Stephanos Hadjistefanou (CYP) |

| 14. února 1987 |        |               |                                                                         |
| Portugalsko    | 0:1    | Itálie        | Estádio Nacional, Lisabon diváci: 32 500 rozhodčí: Michel Vautrot (FRA) |
|                | Report | Altobelli 40' | Estádio Nacional, Lisabon diváci: 32 500 rozhodčí: Michel Vautrot (FRA) |

| 29. března 1987  |        |                        |                                                                             |
| Portugalsko      | 2:2    | Malta                  | Estádio dos Barreiros, Funchal diváci: 12 000 rozhodčí: John Kinsella (IRL) |
| Placido 11', 77' | Report | Mizzi 23' Busuttil 68' | Estádio dos Barreiros, Funchal diváci: 12 000 rozhodčí: John Kinsella (IRL) |

| 15. dubna 1987                     |        |              |                                                                               |
| Švýcarsko                          | 4:1    | Malta        | Stade de la Maladière, Neuchâtel diváci: 5 400 rozhodčí: Roger Philippi (LUX) |
| Egli 5' Bregy 16', 38' (pen.), 87' | Report | Busuttil 71' | Stade de la Maladière, Neuchâtel diváci: 5 400 rozhodčí: Roger Philippi (LUX) |

| 24. května 1987 |     |       |                                                               |
| Švédsko         | 1:0 | Malta | Nya Ullevi, Göteborg diváci: 16 165 rozhodčí: Kaj Natri (FIN) |
| Ekström 13'     |     |       | Nya Ullevi, Göteborg diváci: 16 165 rozhodčí: Kaj Natri (FIN) |

| 3. června 1987 |     |        |                                                                    |
| Švédsko        | 1:0 | Itálie | Råsunda Stadium, Solna diváci: 40 070 rozhodčí: Dieter Pauly (FRG) |
| Larsson 25'    |     |        | Råsunda Stadium, Solna diváci: 40 070 rozhodčí: Dieter Pauly (FRG) |

| 17. června 1987 |     |             |                                                                                      |
| Švýcarsko       | 1:1 | Švédsko     | Stade Olympique de la Pontaise, Lausanne diváci: 7 000 rozhodčí: Gerard Geurds (NED) |
| Halter 57'      |     | Ekström 60' | Stade Olympique de la Pontaise, Lausanne diváci: 7 000 rozhodčí: Gerard Geurds (NED) |

| 23. září 1987 |     |             |                                                                      |
| Švédsko       | 0:1 | Portugalsko | Råsunda Stadium, Solna diváci: 28 916 rozhodčí: Valeri Butenko (URS) |
|               |     | Pinto 34'   | Råsunda Stadium, Solna diváci: 28 916 rozhodčí: Valeri Butenko (URS) |

| 17. října 1987 |     |        |                                                                             |
| Švýcarsko      | 0:0 | Itálie | Wankdorf Stadium, Bern diváci: 38 000 rozhodčí: Marcel Van Langenhove (BEL) |
|                |     |        | Wankdorf Stadium, Bern diváci: 38 000 rozhodčí: Marcel Van Langenhove (BEL) |

| 11. listopadu 1987 |     |           |                                                                      |
| Portugalsko        | 0:0 | Švýcarsko | Estádio das Antas, Porto diváci: 12 500 rozhodčí: Lajos Nemeth (HUN) |
|                    |     |           | Estádio das Antas, Porto diváci: 12 500 rozhodčí: Lajos Nemeth (HUN) |

| 14. listopadu 1987 |     |             |                                                                       |
| Itálie             | 2:1 | Švédsko     | Stadion San Paolo, Neapol diváci: 59 045 rozhodčí: Adolf Prokop (GDR) |
| Vialli 27', 47'    |     | Larsson 38' | Stadion San Paolo, Neapol diváci: 59 045 rozhodčí: Adolf Prokop (GDR) |

| 15. listopadu 1987 |     |            |                                                                                        |
| Malta              | 1:1 | Švýcarsko  | Ta' Qali National Stadium, Ta' Qali diváci: 7 112 rozhodčí: Georgios Koukoulakis (GRE) |
| Busuttil 89'       |     | Zwicker 2' | Ta' Qali National Stadium, Ta' Qali diváci: 7 112 rozhodčí: Georgios Koukoulakis (GRE) |

| 5. prosince 1987                       |     |             |                                                                               |
| Itálie                                 | 3:0 | Portugalsko | Stadion Giuseppe Meazza, Milán diváci: 13 524 rozhodčí: Johannes Keizer (NED) |
| Vialli 8' Giannini 87' De Agostini 89' |     |             | Stadion Giuseppe Meazza, Milán diváci: 13 524 rozhodčí: Johannes Keizer (NED) |

| 20. prosince 1987 |     |             |                                                                                     |
| Malta             | 0:1 | Portugalsko | Ta' Qali National Stadium, Ta' Qali diváci: 5 651 rozhodčí: Hubert Forstinger (AUT) |
|                   |     | Rosa 74'    | Ta' Qali National Stadium, Ta' Qali diváci: 5 651 rozhodčí: Hubert Forstinger (AUT) |